# Červinkovský dům

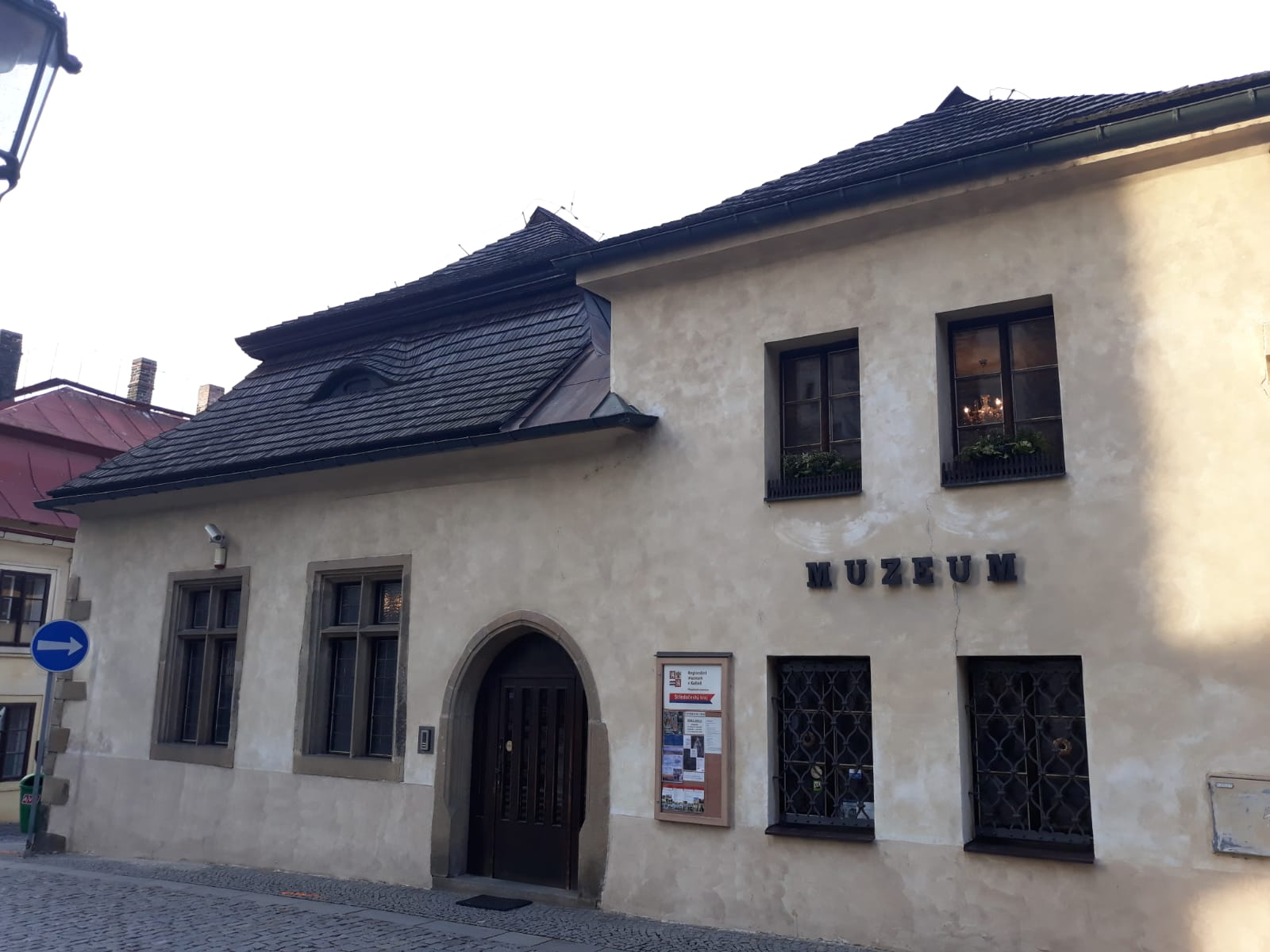
Červinkovský dům, Brandlova 27

Červinkovský dům (číslo popisné 27) je původně středověký věžový dům patřící k nejstarším zachovalým památkám v Kolíně.

## Historie
První zmínky jsou datovány od poloviny 13. století, tedy od založení města. V tuto dobu vzniklo raně gotické jádro domu, které je patrové a v každém podlaží obsahuje dvouprostorovou dispozici. Dům měl ještě jedno podlaží, které mohlo být roubené nebo hrázděné, ale nezachovaly se žádné pozůstatky. Nejstarší písemná zmínka o domě se zachovala z roku 1494. Dům sloužil jako špitál pro chudé, krčma, obydlí atd. V první polovině 16. století došlo renesanční přestavbě, v roce 1648 byl dům opraven v barokním slohu (dodnes se zachovala valená klenba s lunetovými výsečemi), 1796 město postihl požár – dům byl opraven v pozdně barokním slohu, získal mansardovou střechu a jednoduchou úpravu průčelí se šambránami a lizénovými rámci, v tuto dobu byla výrazně změněna dispozice budovy. Gotická vstupní síň byla zrušena a rozdělena do několika místností pomocí vložení několika příček a stropu. Hlavní vstup byl přemístěn z jižního průčelí do západního, zde se nacházel až do 80. let 20. století, kdy proběhla rekonstrukce. Tento dům se také stal v roce 1886 rodištěm malíře Rudolfa Kremličky. Na jaře roku 1945 během 2. světové války byl dům poškozen při bombardování města. Kvůli špatnému stavu hrozila domu demolice. V letech 1982 – 1985 byl objekt rekonstruován podle projektu arch. Bohuslava Vrabce pro účely Regionálního muzea v Kolíně. Během rekonstrukce došlo k poškození několika cenných architektonických detailů. Ale průčelí získalo znovu svou středověkou podobu s rekonstruovanými kamennými ostěními oken a v jižním průčelí byl osazen hrotitý portál v místě původního vstupu. V 80. letech došlo na východní straně Červinkovského domu k přístavbě části s výstavními sály, která zabírá původní plochu dvorku a sousedního domu čp. 26. Jednalo se o menší dům středověkého původu.

## Popis objektu

### Interiér

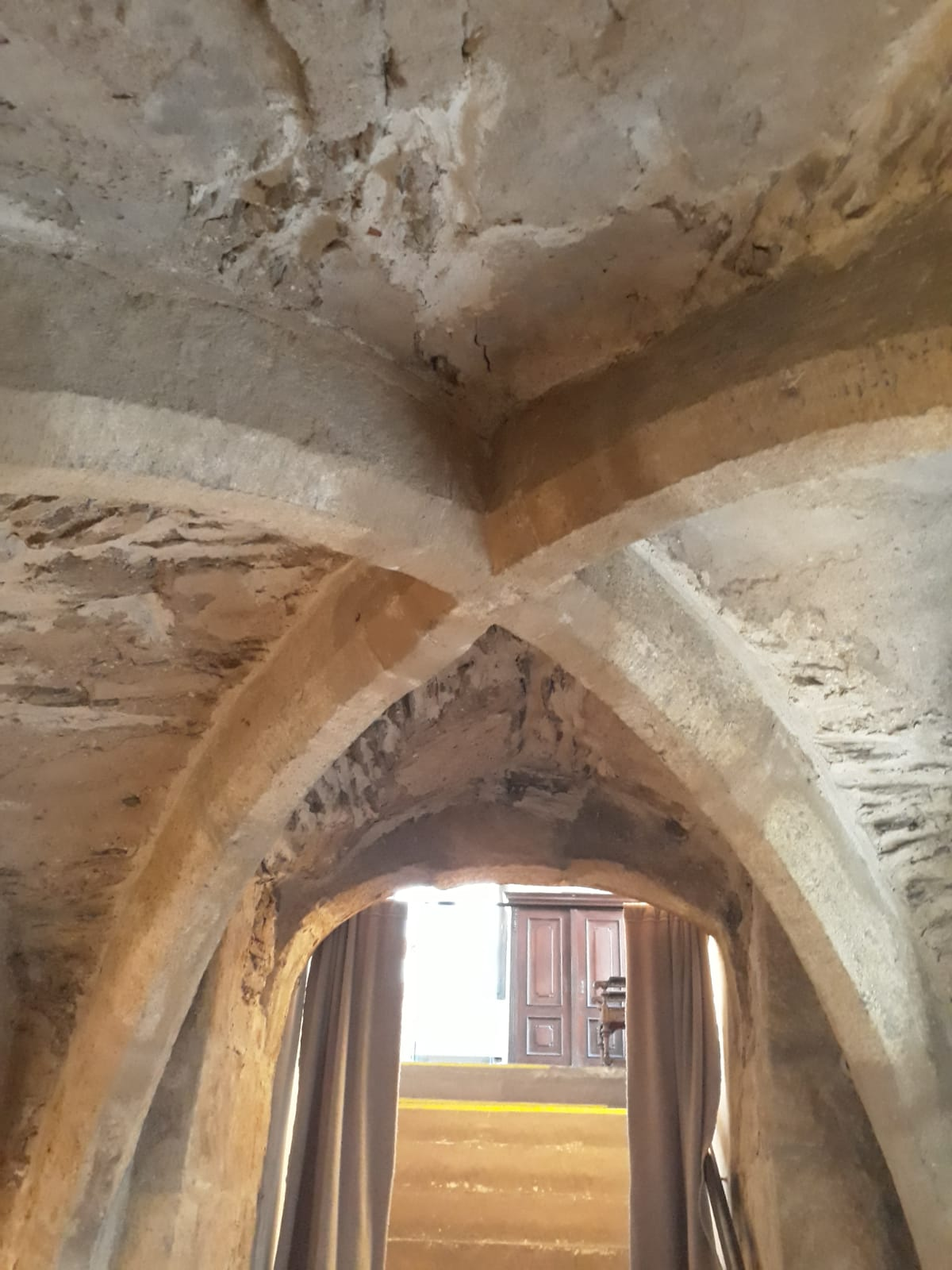
Křížová klenba s masivními žebry v suterénu měšťanského domu

#### Přízemí
Do dnešní doby se zachovalo přízemí (dnes se projevuje jako suterén), ve kterém se nachází jedno pole valené klenby a jedno pole křížové žebrové klenby ze třetí čtvrtiny 13. století. Valená klenba má půlkruhový tvar a tvoří čelní oblouk, který je nesen dvěma podporami – kamennými zdmi. Řadí se mezi zavřené rovné klenby, má řídící přímky rovnoběžné a kolmé na čelní oblouk. Křížová klenba plná nad čtvercovým půdorysem vzniká průnikem dvou valených kleneb, které jsou k sobě kolmé a patří mezi klenby otevřené. Tam, kde se protnou, vznikají ostrá žebra neboli křížení a prostor mezi nimi se nazývá klenební kápě. Žebra jsou zesílená a vystupují. Povrchové přímky jsou kolmé k čelním obloukům a tlak se soustřeďuje do žeber, kterými se přenášejí do pilířů. Z této doby je pravděpodobně i trámový strop (napuštěný volskou krví) se záklopem ze štípaných kamenných desek, který se nachází ve větší zadní místnosti.

#### Horní podlaží
Horní podlaží raně gotického domu bylo změněno pozdějšími úpravami, zejména renesančními.

#### Mázhaus
Na konci 14. století proběhla vrcholně gotická přestavba – dům byl rozšířen přístavbou rozlehlé vstupní síně, tedy mázhausu, který se obrací směrem ke kostelu sv. Bartoloměje na jih a nachází se v něm vnitřní dřevěná pavlač, jejíž střechu nesou původní štíhlé dřevěné sloupky. Je možné, že mázhaus původně sloužil jako kamenická dílna Petra Parléře při výstavbě kostela sv. Bartoloměje. Tuto síň osvětluje trojice velkých obdélných oken s dělicími kamennými kříži. Ze síně bylo také možné projít dodnes existujícím hrotitým portálkem na dvorek (ten původně přiléhal k východnímu průčelí). Vstupní portál není v interiéru nijak zdoben, je jednoduchý a rámuje ho výklenek bývalého portálu odlišného tvaru z dřívější přestavby.

### Exteriér

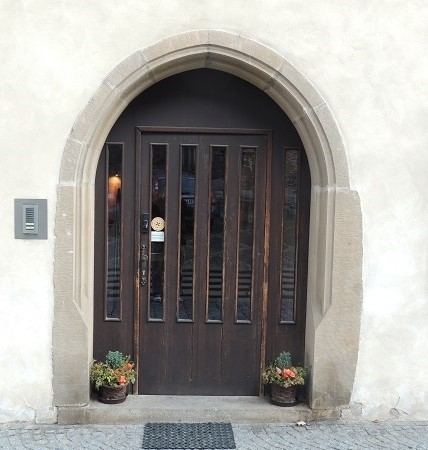
Vstupní portál v jižním průčelí

Nárožní dvoukřídlý dům založený ve svahu, z části přízemní a z části patrový omítaný. Starší část domu ukončuje mansardová střecha krytá šindelem, mladší pak valbová, rovněž pokrytá šindelem. Jihozápadní část domu prosvětlují čtyři gotická okna. Vstupní portál na jižní straně je opatřen lomeným obloukem se dvěma pruty a šikmo se rozvíjejícím ostěním. Mezi nadpražím a obloukem chybí tympanon. Dále se na této fasádě nachází dvě gotická obdélná okna s kamennými kříži. Na jihovýchodním nároží se nachází kamenná bosáž. Východní fasáda obsahuje šest gotických oken o různých tvarech a propisuje se zde část původního lomového zdiva.

## Exponáty
V Regionálním muzeu Kolín se zachovalo spoustu zajímavých exponátů – pozdně gotický zvon z počátku 16. století z kostela sv. Bartoloměje v Býchorech, pravděpodobně prací některé kovolitecké dílny v Kutné Hoře. Dále klenební svorník z kostela Všech svatých v Kolíně roku 1300. Původní chrlič z kostela sv. Bartoloměje v Kolíně, parléřovská huť, 14. století. Zdobený džbán s torzem obličeje, představující ženskou postavu, z poškozené hlavy se dochovala část obličeje s vystupující bradou a ústy, na zadní části těla jsou naznačeny dva copy, 13./14. století. Nápisová deska z Kolínského hradu z roku 1437, na níž je uvedeno jméno stavitele Petra. A fragmenty architektonických prvků z raně středověké stavby kostela sv. Bartoloměje v Kolíně ze 13. století.

## Původ
Roku 1703 koupil dům řezník Václav Červinka z Nymburka, jehož potomci v Kolíně sídlili více než sto let. V červenci roku 1796 postihl Kolín požár, který dům velmi zdeformoval. Objekt byl nákladem Františka Červinky opraven v pozdně barokním slohu.

## Fotogalerie

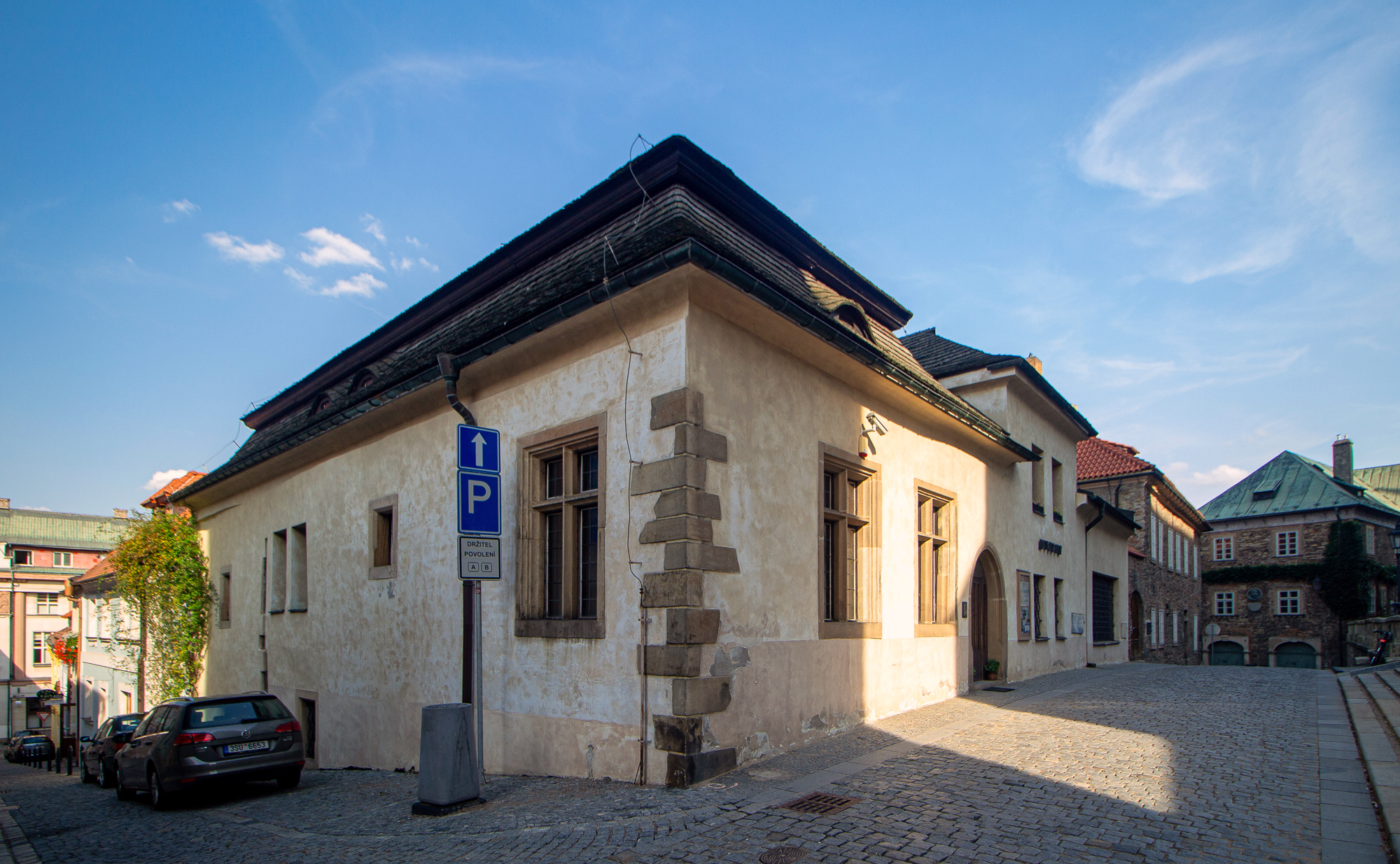
Bosáž
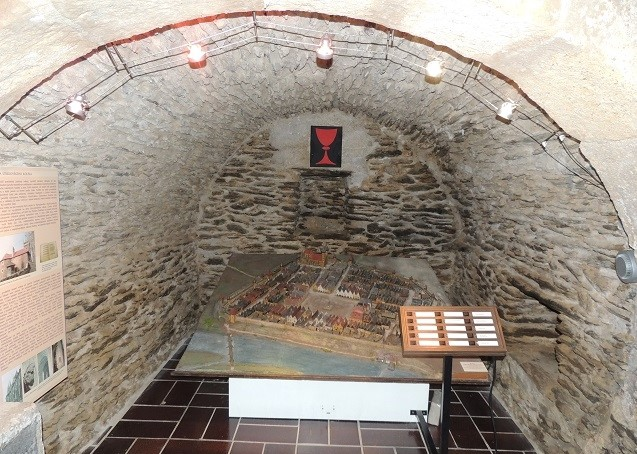
Valená klenba a model středověkého města Kolína
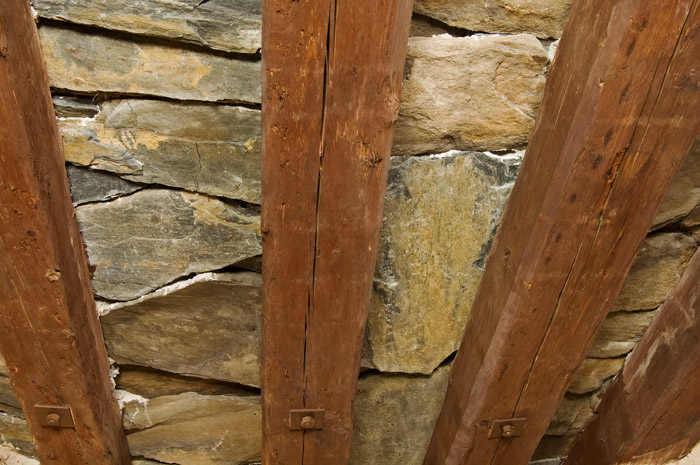
Záklopový strop v přízemí
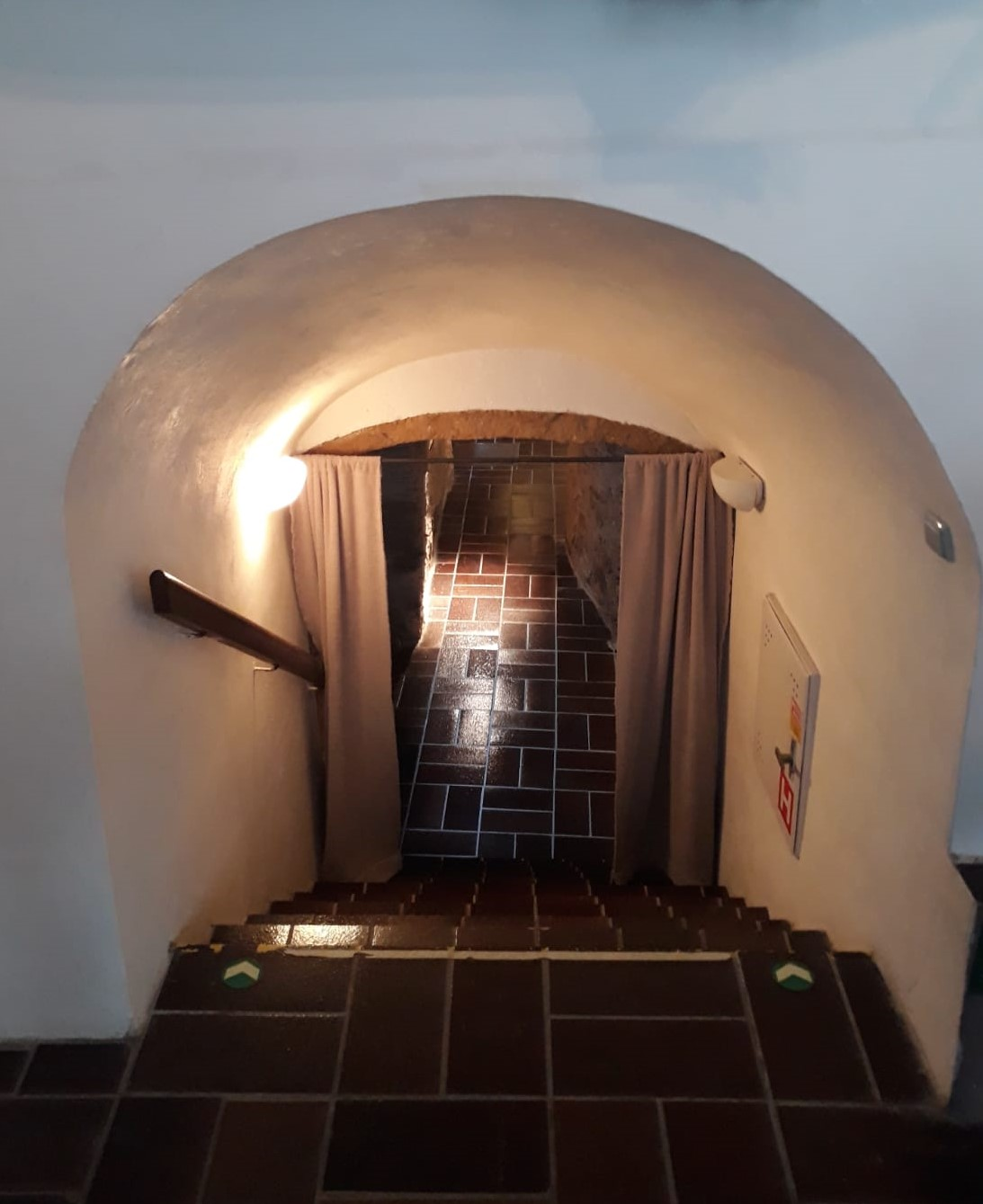
Vchod do suterénu